# Kamionka (powiat wieruszowski)
Kamionka – wieś w Polsce położona w województwie łódzkim, w powiecie wieruszowskim, w gminie Bolesławiec.
W latach 1975–1998 miejscowość należała administracyjnie do województwa kaliskiego.

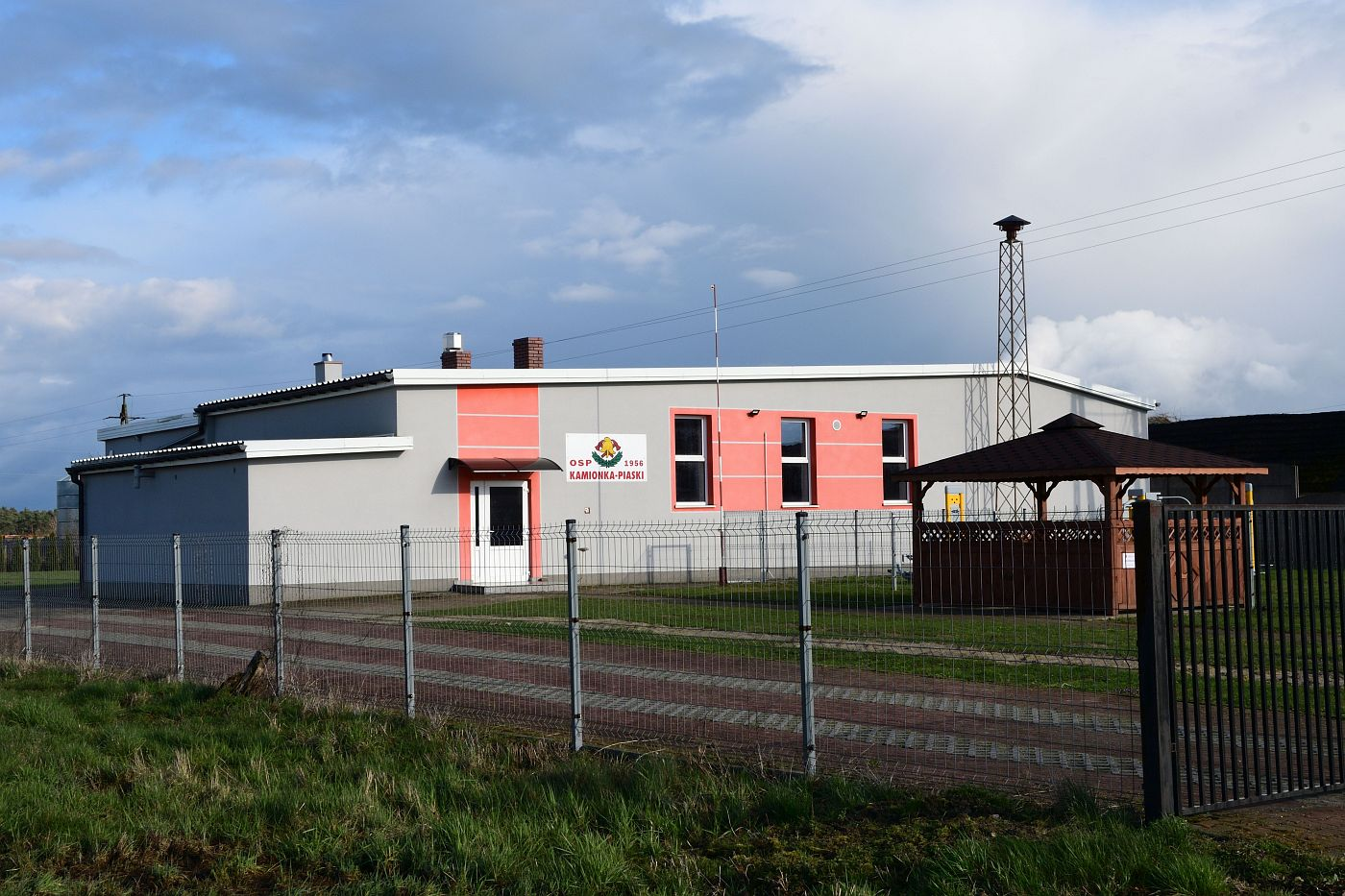
OSP Kamionka-Piaski, 2024